# Haviár Magdolna
Haviár Magdolna, Györgydeákné (1973. január 12. –) válogatott labdarúgó, középpályás.

## Pályafutása

### A válogatottban
1995-ben öt alkalommal szerepelt a válogatottban.

## Statisztika

### Mérkőzései a válogatottban
| Magyarország | Magyarország     | Magyarország    | Magyarország | Magyarország | Magyarország  | Magyarország     | Magyarország | Magyarország |
| #            | Dátum            | Helyszín        | Hazai        | Eredmény     | Vendég        | Kiírás           | Gólok        | Esemény      |
| ------------ | ---------------- | --------------- | ------------ | ------------ | ------------- | ---------------- | ------------ | ------------ |
| 1.           | 1995. április 3. | Várna (BUL)     | Magyarország | 5 – 3        | Spanyolország | nemzetközi torna | -            | 85'          |
| 2.           | 1995. április 5. | Várna (BUL)     | Románia      | 5 – 1        | Magyarország  | nemzetközi torna | -            | 81'          |
| 3.           | 1995. április 7. | Várna (BUL)     | Oroszország  | 3 – 0        | Magyarország  | nemzetközi torna | -            | 64'          |
| 4.           | 1995. április 9. | Várna (BUL)     | Magyarország | 1 – 1        | Lengyelország | nemzetközi torna | -            | 78'          |
| 5.           | 1995. május 6.   | Mosonmagyaróvár | Magyarország | 3 – 2        | Csehország    | barátságos       | -            | 15'          |
|              | Összesen         |                 |              | 5            | mérkőzés      |                  | 0            | gól          |